# مضخم الترددات اللاسلكية

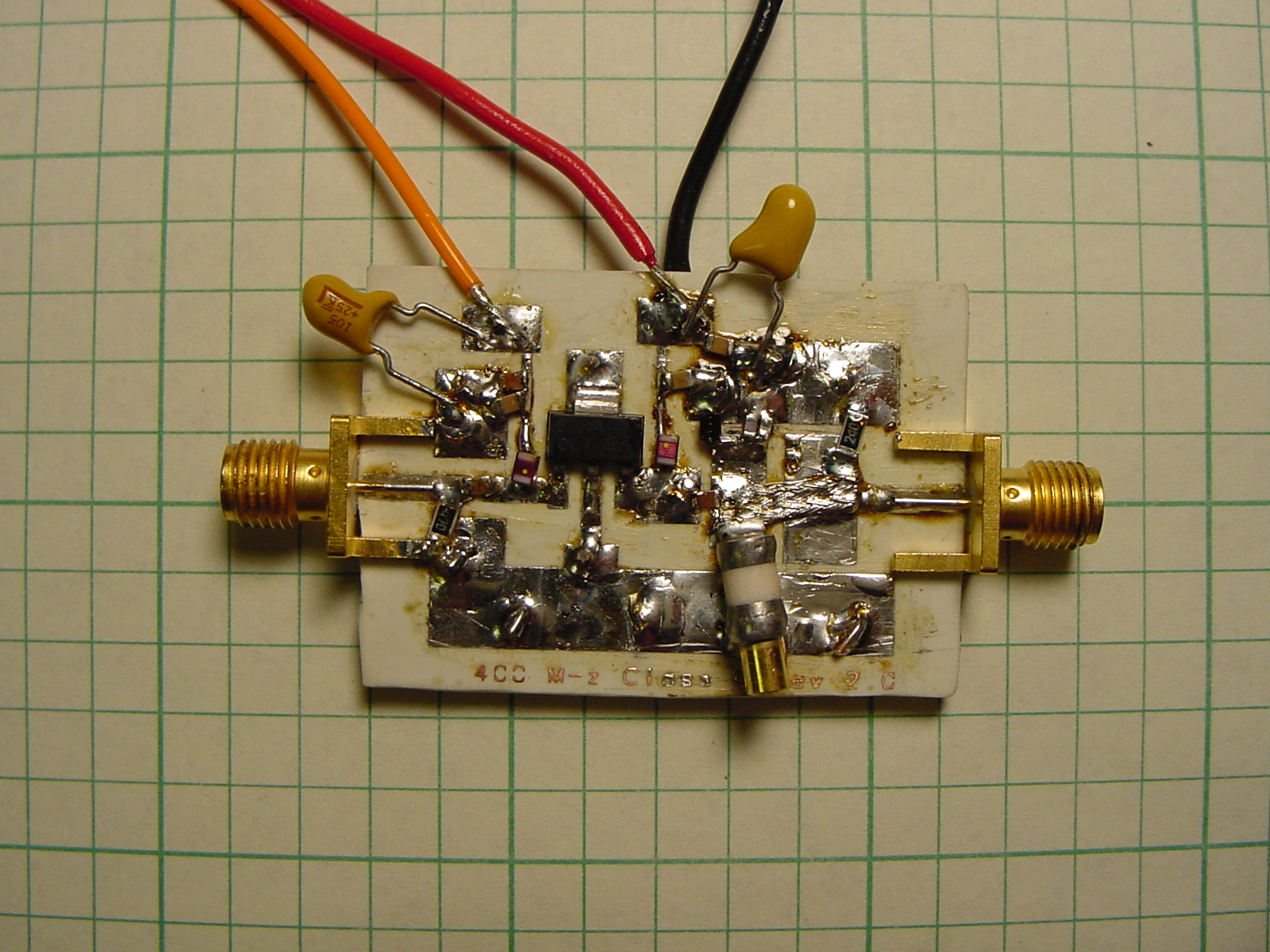
مضخم الترددات اللاسلكية

مضخم الترددات اللاسلكية (بالإنجليزية: RF power amplifier)‏ هو مضخم إلكتروني يستخدم لتحويل إشارة ترددات لاسلكية منخفضة الطاقة إلى إشارة بسعة أكبر بكثير، وإعادة إرسالها إلى هوائي الإرسال.[بحاجة لمصدر]

## التطبيقات

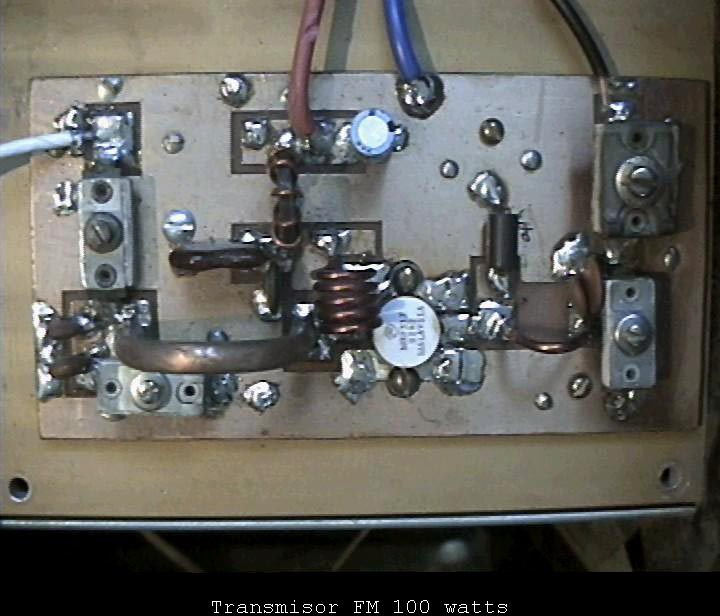

تعد مضخمات الترددات اللاسلكية التي تستخدم موسفت (Ldmos) الأكثر استخدامًا في شبكات الاتصالات اللاسلكية، وخاصة شبكات الجوال، تستخدم مضخمات طاقة التردد اللاسلكي المستندة إلى (Ldmos) على نطاق واسع في شبكات الجوال الرقمية مثل 2G و3G و4G.[بحاجة لمصدر]